# جائزة اليابان الكبرى للدراجات النارية 1991
جائزة اليابان الكبرى للدراجات النارية 1991 هو سباق دراجات نارية أقيم بتاريخ 24 مارس 1991 في حلبة سوزوكا. كان الجولة الأولى من أصل 15 في سباق الجائزة الكبرى للدراجات النارية موسم 1991. فاز الأمريكي كيفن شوانتز بفئة 500 سي سي بينما جاء الأسترالي ميك دوهان في المركز الثاني وحصل على المركز الثالث الأمريكي وين ريني.

## وصلات خارجية
- الموقع الرسمي